# Sebastian Agache
Sebastian Agache (n. 8 martie 1988) este un fotbalist român liber de contract. A evoluat în prima ligă românească la Oțelul Galați și CSMS Iași.

## Legături externe
- Profilul lui Sebastian Agache pe Soccerway
- Sebastian Agache pe transfermarkt.de
- Sebastian Agache la romaniansoccer.ro